# Karl Heinz Borgwardt
Karl Heinz Borgwardt (né en 1949) est un mathématicien allemand spécialisé dans l'optimisation et la recherche opérationnelle.

## Formation et carrière
Borgwardt obtient son doctorat en 1977 à l'université technique de Kaiserslautern sous la direction de Helmut Brakhage avec une thèse sur les recherches sur l'asymptotique du nombre moyen d'étapes des méthodes du simplexe en optimisation linéaire, intitulée Untersuchungen zur Asymptotik der mittleren Schrittzahl von Simplexverfahren in der linearen Optimierung. Il est professeur à l'université d'Augsbourg.

## Prix et distinctions
En 1982, il reçoit le prix Frederick W. Lanchester. Borgwardt a analysé la méthode du simplexe à l'aide de méthodes de géométrie stochastique et a ainsi pu expliquer pourquoi la méthode du simplexe est si efficace en pratique malgré un mauvais comportement théorique dans le pire des cas (preuve d'une polynomialité moyenne et de limites asymptotiques précises pour le nombre de points de pivot à attendre).

## Publications
- The Simplex Method, a probabilistic analysis, Springer 1987[3]
- Optimierung, Operations Research, Spieltheorie. Mathematische Grundlagen, Birkhäuser 2001
- avec Matthias Tinkl, Thomas Wörle: Aufgabensammlung und Klausurentrainer zur Optimierung, Vieweg, Teubner 2009
- Wie schnell arbeitet das Simplexverfahren normalerweise: oder: Der Kampf um (stochastische Unabhängigkeit), DMV Mitteilungen 2014, numéro 2, pp. 80-92
- The Average Number of Pivot Steps Required by the Simplex-Method is Polynomial, Journal of Operations Research, vol. 7, 1982, n° 3, pp. 157-177
- Some Distribution-Independent Results About the Asymptotic Order of the Average Number of Pivot Steps of the Simplex Method, Mathematics of Operations Research, Vol. 7, 1982, No. 3, pp. 441-462
- Probabilistic Analysis of Optimization-Algorithms - Some Aspects From a Practical Point of View, Acta Applicandae Mathematicae, Vol.10, 1987, pp.171-210
- A Sharp Upper Bound for the Expected Number of Shadow-Vertices in the Rotation-Symmetry-Model (Quadratic in the small and sublinear in the large dimension of the LP), 1999 Mathematics of Operations Research, Vol. 24, No. 3, pp. 544-603 et (en réimpression) Mathematics of Operations Research, Vol. 4, p. 925-984.
- Probabilistic analysis of the Simplex method, dans : Jeffrey Lagarias, M. Todd (eds. ), Mathematical Developments Arising from Linear Programming, Vol. 114, 1990, pp. 21–34
- Probabilistic Analysis Of Simplex Algorithms, in C. A. Floudas, P. M.  Pardalos : Encyclopedia of Optimization, Vol. 4, 2001, pp. 368-379